# Dan Morgan
Dan Morgan (ur. 3 lipca 1873 w Nowym Jorku, zm. 7 lipca 1955 tamże) – amerykański menedżer bokserski.
Startował jako bokser, najpierw amatorski, a od 1894 zawodowy, ale gdy Phil Kelley znokautował go w 15. rundzie pojedynku w Brooklyn's Pelican Club, zrezygnował z kariery zawodniczej i został bokserskim menedżerem.
W 1904 otworzył pierwsze, jak twierdził, biuro menedżera w Nowym Jorku. jego najbardziej znanymi podopiecznymi byli zawodowi mistrzowie świata Al McCoy, Battling Levinsky i Jack Britton. Doprowadził do serii dwudziestu walk bokserskich pomiędzy Brittonem a Tedem „Kidem” Lewisem.
Zakończył działalność w 1925 z powodów zdrowotnych, ale na emeryturze wspierał promotorów Mike’a Jacobsa i Jima Norrisa. Pomagał również Maxowi Schmelingowi w czasie, gdy pokonał przez nokaut Joe Louisa. Twierdził, że dopomógł Jamesowi Braddockowi w zdobyciu mistrzostwa świata w walce z Maxem Baerem, gdy umieścił przy ringu atrakcyjną blondynkę, która odciągała uwagę Baera.
Był znany z gadatliwości, która sprawiła, że nadano mu ironiczny przydomek Dumb Dan (niemy Dan).
Został wybrany w 2000 do Międzynarodowej Bokserskiej Galerii Sławy.